# Diecezja Buffalo-Pittsburgh
Diecezja Buffalo-Pittsburgh – jedna z 5. diecezji Polskiego Narodowego Kościoła Katolickiego w Stanach Zjednoczonych i Kanadzie, ze stolicą w Lancaster. Do diecezji przynależą także parafie we Włoszech. Od 2012 r. ordynariuszem diecezji jest bp John Mack. Diecezja dzieli się na pięć senioratów (dekanatów):
- seniorat północny – ks. sen. Franciszek Kadryna;
- seniorat Teksas - ks. sen. Augustyn Sicard;
- seniorat centralny – ks. sen. Jan Rencewicz;
- seniorat południowy – ks. sen. Ryszard Seiler Jr.;
- seniorat włoski - ks. sen. Claudio Bocca;

oraz ordynariat wojskowy, którym kieruje ks. Robert Pleczkowski.

## Historia
Niezależny ośrodek kościelny w Buffalo genezą swą sięga nieporozumień licznie przybyłych do tej miejscowości Polaków z ks. Janem Pitassem, który sprzeciwiał się budowie nowego kościoła i erygowaniu drugiej parafii polskiej. W 1880 roku wierni pod wpływem ks. Piotra Chowańca, bez pozwolenia rzymskokatolickiego biskupa, pobudowali drugi kościół, który wkrótce uległ zniszczeniu podczas burzy. W wyniku starań ks. Antoniego Klawitera i za zgodą Kongregacji Rozkrzewiania Wiary doszło w 1866 r. do pobudowania nowego kościoła i erygowania drugiej parafii polskiej 
pw. św. Wojciecha, pozostał jednak żal i rozgoryczenie wśród dużej części wiernych, spowodowany postawą ks. Jana Pitassa. Dlatego wierni zdecydowali się na zorganizowanie parafii niezależnej w Buffalo, gdy w dniu 2 lutego 1895 r., czyli w święto Matki Boskiej Gromnicznej, zdążając do kościoła z gromnicami zostali rozpędzeni przez policję. 
W stosunkowo krótkim czasie, na zakupionym przez wiernych placu, wzniesiono murowany gmach z kościołem na piętrze i pomieszczeniami na dole przeznaczonymi na szkołę parafialną, a gdy budynek ten okazał się za mały, postawiono drugi, drewniany. Pierwszym proboszczem tej parafii był ks. A. Klawiter, lecz zmuszony pogróżkami strony przeciwnej potajemnie opuścił parafię w nocy. W tej sytuacji ks. F. Kołaszewski z Cleveland doradził komitetowi parafialnemu sprowadzenie na swego proboszcza ks. Stefana Kamińskiego z Freeland. Ks. Stefan Kamiński objął parafię w kwietniu 1896, a już we wrześniu tegoż roku zwołano do Buffalo zjazd przedstawicieli niezależnych parafii, w którym uczestniczyło ok. 50 delegatów. Zgromadzenie to, nazywane niekiedy przez grupę buffalowską synodem, wybrało ks. S. Kamińskiego na biskupa, co praktycznie oznaczało uformowanie się kolejnego niezależnego ośrodka kościelnego z siedzibą w Buffalo.
Wobec niemożności otrzymania sakry biskupiej z rąk biskupów starokatolickich zjednoczonych w Unii Utrechckiej, elekt Stefan Kamiński przyjął ją z rąk bpa Rene Vilatte'a w dniu 20 marca 1898 r. w katedrze pw. Matki Boskiej Różańcowej w Buffalo. Obaj wymienieni biskupi pozostawali  w łączności z biskupami starokatolickimi i reprezentowanymi przez nich Kościołami. Ośrodek kościelny w Buffalo, noszący nazwę Kościół Polskokatolicki w Ameryce Północnej bądź też Kościół Niezależny w Ameryce Północnej, nie zdołał sformułować konstruktywnego programu religijno - społecznego i nie odegrał poważnej roli w utrwalaniu ruchu niezależnego. Ustępował ośrodkowi chicagowskiemu także pod względem ilościowy. 
Po śmierci bpa S. Kamińskiego w 1911 roku, jego parafie przyłączyły się do uformowanego już wówczas ośrodka w Scranton. Parafia pw. Matki Boskiej Różańcowej w Buffalo, gdzie mieściła się siedziba biskupa, uczyniła to dopiero w 1915 roku. W  1927 r. urząd proboszcza przejął ks. Jan Jasiński, którego z czasem obrano na biskupa i konsekrowano w Scranton. Odtąd datuje się początek nowej diecezji, którą bp Jasiński kierował do samej śmierci w 1951 r.